# قائمة البعثات الدبلوماسية في مصر

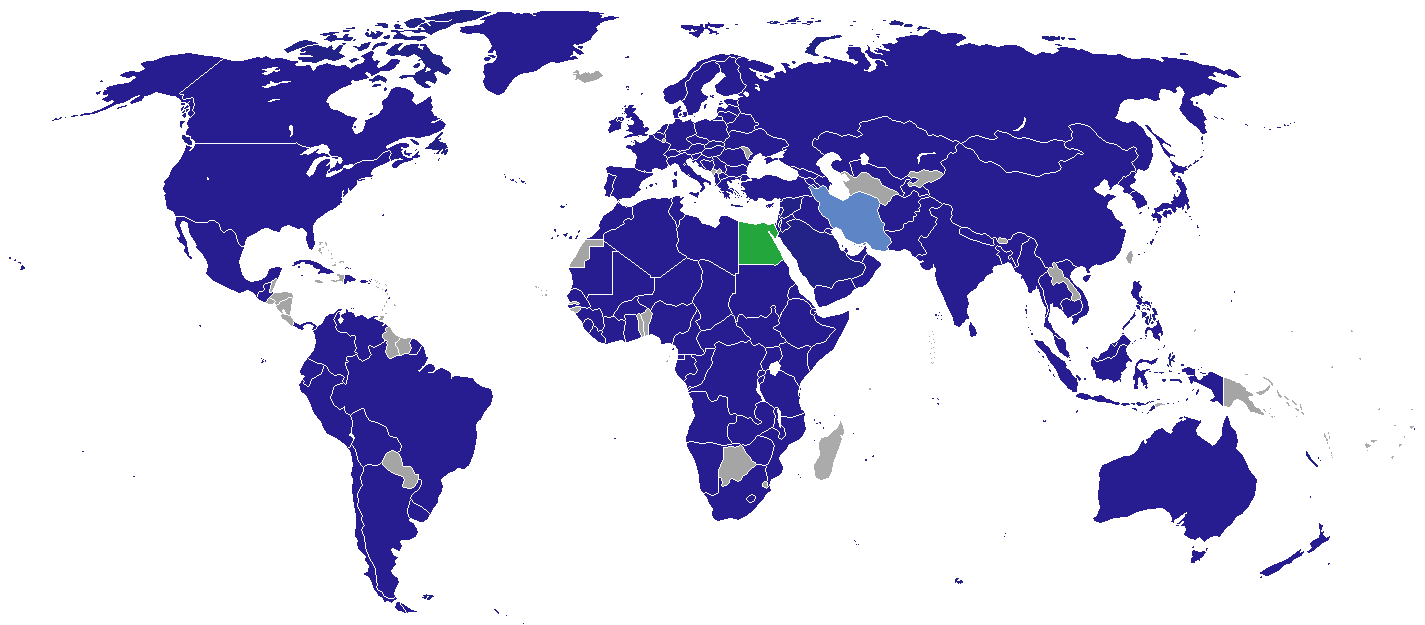
البعثات الديبلوماسية في مصر
مصر
سفارة
قسم لرعاية المصالح

تحتوي هذه الصفحة علي قائمة بأسماء الدول التي توجد لديها بعثات دبلوماسية كاملة في مصر، حيث توجد في العاصمة القاهرة ومدينة الجيزة أكثر من 140 سفارة أجنبية، فيما توجد لعدة بلدان قنصليات في عواصم المحافظات الإقليمية أو مدن كالأسكندرية وبورسعيد والسويس وأسوان وشرم الشيخ . (القنصليات الفخرية غير مشمولة بالقائمة).

## القاهرة الكبرى
البعثات الدبلوماسية في مدينتي القاهرة والجيزة:
1. أفغانستان
2. ألبانيا
3. الجزائر
4. أنغولا
5. الأرجنتين
6. أرمينيا
7. أستراليا
8. النمسا
9. أذربيجان
10. البحرين
11. بنما
12. بيلاروس
13. بلجيكا
14. بوليفيا
15. البوسنة والهرسك
16. البرازيل
17. بروناي
18. بلغاريا
19. بوركينا فاسو
20. بوروندي
21. الكاميرون
22. كمبوديا
23. كندا
24. جمهورية إفريقيا الوسطى
25. تشاد
26. تشيلي
27. الصين
28. كولومبيا
29. جزر القمر
30. جمهورية الكونغو الديمقراطية
31. جمهورية الكونغو
32. كرواتيا
33. كوبا
34. قبرص
35. جمهورية التشيك
36. الدنمارك
37. جيبوتي
38. الإكوادور
39. إرتريا
40. إثيوبيا
41. فنلندا
42. فرنسا
43. الغابون
44. جورجيا
45. ألمانيا
46. غانا
47. اليونان
48. غواتيمالا
49. غينيا
50. الفاتيكان
51. هندوراس
52. المجر
53. الهند
54. إندونيسيا
55. أيرلندا
56. إسرائيل
57. إيطاليا
58. اليابان
59. الأردن
60. كازاخستان
61. كينيا
62. كوريا الشمالية
63. كوريا الجنوبية
64. الكويت
65. لاتفيا
66. لبنان
67. ليسوتو
68. ليبيريا
69. ليبيا
70. ليتوانيا
71. ماليزيا
72. مالي
73. مالطا
74. فرسان مالطا
75. موريتانيا
76. موريشيوس
77. المكسيك
78. منغوليا
79. المغرب
80. موزمبيق
81. ميانمار
82. نيبال
83. هولندا
84. نيوزيلندا
85. النيجر
86. نيجيريا
87. النرويج
88. عُمان
89. باكستان
90. فلسطين
91. بنما
92. باراغواي
93. بيرو
94. الفلبين
95. بولندا
96. البرتغال
97. قطر
98. رومانيا
99. روسيا
100. رواندا
101. سان مارينو
102. السعودية
103. السنغال
104. صربيا
105. سيراليون
106. سنغافورة
107. سلوفاكيا
108. سلوفينيا
109. جنوب إفريقيا
110. إسبانيا
111. سريلانكا
112. السودان
113. إسواتيني
114. السويد
115. سويسرا
116. سوريا
117. تايلاند
118. تنزانيا
119. تونس
120. تركيا
121. أوغندا
122. أوكرانيا
123. الإمارات العربية المتحدة
124. المملكة المتحدة
125. الولايات المتحدة
126. الأوروغواي
127. أوزبكستان
128. فنزويلا
129. فيتنام
130. اليمن
131. زيمبابوي

## وفود / بعثات
- الاتحاد الأوروبي (وفد)
- إيران (قسم لرعاية المصالح تمثله سويسرا)

## قنصليات وقنصليات عامة
الأسكندرية
| - فرنسا - المملكة المتحدة - سويسرا - إيطاليا - إسبانيا | - الولايات المتحدة - روسيا - البرازيل - تركيا - اليونان - ليبيا | - الدنمارك - لبنان - الصين - النمسا - تشيلي | - قبرص - اليابان - إسرائيل - المكسيك - السويد - مالطا |

بورسعيد
| - اليونان - الصين |

السويس
| - السعودية |

أسوان
| - السودان |

## دول ترعي مصالحها دول أخرى
- بنين (طرابلس)
- الرأس الأخضر (روما)
- جمهورية الدومينيكان (روما)
- إستونيا (تالين)
- فيجي (لندن)
- غامبيا (الرياض)
- هايتي (روما)
- آيسلندا (أوسلو)
- جامايكا (برن)
- جزر المالديف (الرياض)
- مدغشقر (أديس أبابا)
- مالاوي (نيروبي)
- مولدوفا (أنقرة)
- زامبيا (الرياض)

## وصلات خارجية
- البعثات الديبلوماسية في مصر، وزارة الخارجية المصرية